# Sefa Küpeli
Sefa Küpeli (* 26. Januar 1994 in Fatih) ist ein türkischer Fußballspieler.

## Karriere
Küpeli wurde sieben Jahre lang in der Jugend von Galatasaray Istanbul ausgebildet und bestritt 33 Spiele bei drei erzielten Toren für die A-Jugend, schaffte den Sprung in die erste Mannschaft jedoch nicht. 2014 begann er seine Karriere bei Menemen Belediyespor und wechselte nach drei Spielen zu Manisaspor. Nachdem dieser Verein im Sommer 2015 den Klassenerhalt in der TFF 1. Lig verfehlte und die nächste Saison in der TFF 2. Lig spielen musste, blieb Barut bei Manisaspor. In der 2. Lig wurde er mit seinem Verein Drittligameister und erreichte den direkten Wiederaufstieg. Trotz dieses Erfolges mit Manisaspor verließ er den Verein zum Sommer 2016.

## Erfolge
Mit Manisaspor
- Meister der TFF 2. Lig und Aufstieg in die TFF 1. Lig: 2015/16